# Јожеф Швајдл
Јожеф Швајдл (мађ. Schweidel József) је био мађарски генерал, истакнути командант у мађарској буржоаској револуцији 1848-49. године и један од тринаест „арадских жртава“. Јожеф Швајдл, рођен је Сомбору 18. маја 1796. године.
Своју војничку каријеру почео је као официр Аустријске царске војске. Ратну каријеру почео је у ратовима Аустрије против Наполеона.
У време избијања национално-ослободилачког устанка Мађара 1848. године Швајдл је био царски коњички мајор и радио у ратном министарству. Када је аустријски цар послао бана Јелачића на побуњене Мађаре, у Пешти се формирао Комитет за одбрану земље на челу са Лајошем Кошутом. Иако је пореклом Немац, Јожеф Швајдл се потпуно осећао Мађаром и са много виших официра пришао побуњеницима. Мађарска револуционарна војска извела је успешну контраофанзиву, па је Јелачићева армија протерана из Мађарске. У Значајној бици код места Пакозда, код Секешфехервара, нарочито се истакао Јожеф Швајдл. Револуционарна војска у својој контраофаназиви протерала је Јелачићеву царску војску и продрла под сам Беч, до реке Швехат, десне притоке Дунава, надомак Беча. И овде се одиграла велика битка у којој се истицао Јожеф Швајдл и том приликом добио чин генерала. После победе националне мађарске војске код Швехата 30. октобра 1848. године, Кошут је хтео да иде на Беч, али није добио подршку неких виших официра.
Још док је револуција трајала, Швајдл је због нарушеног здравља морао да се повуче из оперативних јединица и постао је командант града Сегедина.
Колебљивост Кошутових виших официра омогућила је Хабзбурговцима да поведу нову офанзиву и да заузму Пешту. Револуционарна мађарска влада повукла се у Дебрецин, у источној Мађарској. Овде је Кошутова влада објавила да не признаје новог аустријског цара Франца Јозефа за свог краља и прокламовала независну Мађарску. Онда је мађарска револуционарна војска предузела нову контраофанзиву за ослобођење земље и успела да ослободи Будимпешту. Јожеф Швајдл преузео је нову дужност постао је командант Будимпеште. Међутим, ускоро је дошло до победе контрареволуције у земљама Европе. На позив аустријског цара, руски цар Николај I, послао је на Мађаре 100.000 војника под командом генерала Паскијевича. Огромна армија нанела је побуњеницима страшан пораз 13. августа 1849. године и угушила мађарску револуцију. Кошут је емигрирао, а тринаест његових генерала, међу којима и Швајдл, предало се цару и затражило милост, која није дошла. Сва тринаесторица обешена су у Араду, 6. октобра 1849. године.